# Fuita nuclear
Una fuita nuclear és l'alliberament de material radioactiu des d'una instal·lació que fabrica, emmagatzema o utilitza energia nuclear per causes no previstes.
La seguretat en tot tipus d'instal·lacions nuclears és prioritària però no pot ser mai del 100%. Els efectes de la radiació en les persones poden allargar-se durant anys i transmetre's a la descendència.

## Escala internacional de danys (INES)
- Nivell 0: Normalitat
- Nivell 1: Anomalia en el funcionament d'una central.
- Nivell 2: Incident sense que surtin radiacions a l'exterior, suposa una certa sobreexposició dels treballadors d'una central a la radiació.
- Nivell 3: És proper a un accident però amb molt poc impacte, a l'exterior implica efectes sobre la salut d'un o diversos treballadors. Exemple: Central de Vandellòs 1989
- Nivell 4: Danys significatius en el nucli, en barreres radiològiques o exposició fatal d'un o més treballadors. L'impacte a l'exterior és petit dins dels límits d'exposició prescrits. Exemple: Central de Saint-Laurent (al poble de Saint-Laurent-Nouan a França) el 1980.
- Nivell 5: Alliberament de material radioactiu limitat que requereix mesures parcials. Exemple: Central de Three Mile Island (prop de Harrisburg als Estats Units) 1979
- Nivell 6: Alliberament de material radioactiu significatiu amb necessitat de mesures completes. Exemple: Central de Mayak (entre les ciutats de Kasli i Kixtim a Rússia) el 1957.
- Nivell 7: Gran alliberament radioactiu amb danys estesos a la salut i el medi ambient. Exemple: Txernòbil (Ucraïna) el 1986.